# Никола Данданов
Никола Костадинов Данданов е български общественик и революционер, деец на Вътрешната македоно-одринска революционна организация и Илинденската организация.

## Биография
Роден е в 1879 година в костурското село Горенци, тогава в Османската империя. Взема дейно участие в националноосовбодителните борби на българите в Македония. Влиза във ВМОРО в 1900 година, докато работи като млекар в Цариград. Развива широка революционна дейност и разпространява между българите забранени от Османската империя брошури, вестници, книги за четене и други, изпращани от Задграничното представителство на ВМОРО в София, като едновременно с това събира и пари за организацията. Арестуван е в 1903 година по подозрения на османските власти и е измъчван. Заради липса на доказателства е интерниран в родното му село в следващата 1904 година и бизнесът му в Цариград фалира.
Заедно с чичо си Козма (Кузо) Данданов и братовчед си Трайко Данданов Никола е сред най-активните членове на Горенската българска община.
По време на Междусъюзническата война в 1913 година Никола Данданов е ръководител и председател на българската община в Горенци и заради пробългарската си дейност е арестуван и жестоко изтезаван в Костур от новата гръцка власт, като след това е заточен на остров Трикери. Оттам е изпратен в Солун, където лежи в затвора Еди куле заедно с Тома Николов. Никола Данданов е осъден на доживотен затвор заради пробългарската си дейност. В 1914 година е амнистиран с общата амнистия и е екстерниран в България, като цялото му имущество е конфискувано от гръцката държава и не му е позволено да се види със семейството си.
На 8 март 1943 година, като жител на Варна, подава молба за българска народна пенсия, която е одобрена и пенсията е отпусната от Министерския съвет на Царство България.